# اچ‌ام‌اس ویراگو (۱۸۹۵)
اچ‌ام‌اس ویراگو (۱۸۹۵) (به انگلیسی: HMS Virago (1895)) یک کشتی بود که طول آن ۲۱۵ فوت (۶۶ متر) بود. این کشتی در سال ۱۸۹۵ ساخته شد.